# Saint-Brieuc
Saint-Brieuc (in bretone Sant-Brieg) è un comune francese di 48 059 abitanti capoluogo del dipartimento delle Côtes-d'Armor, in Bretagna, che si affaccia sul golfo di Saint-Malo.

## Geografia fisica
Il centro della città sorge a poca distanza dalle coste della baia di Saint-Brieuc.

## Storia

### Origine del nome
Il nome della città deriva da quello di san Brioco, uno dei sette santi fondatori della Bretagna.

### Simboli
Lo stemma ufficiale del Comune, in uso dal 1698, si blasona: d'azzurro, al grifone rampante d'oro, armato, imbeccato e lampassato di rosso.

## Monumenti e luoghi d'interesse
Di grande interesse storico e architettonico, la cattedrale di Santo Stefano, in stile gotico (XIV-XV secolo), con all'interno una cappella absidale che custodisce una pregevole statua quattrocentesca della Vergine.
I suoi abitanti si chiamano Briochins.

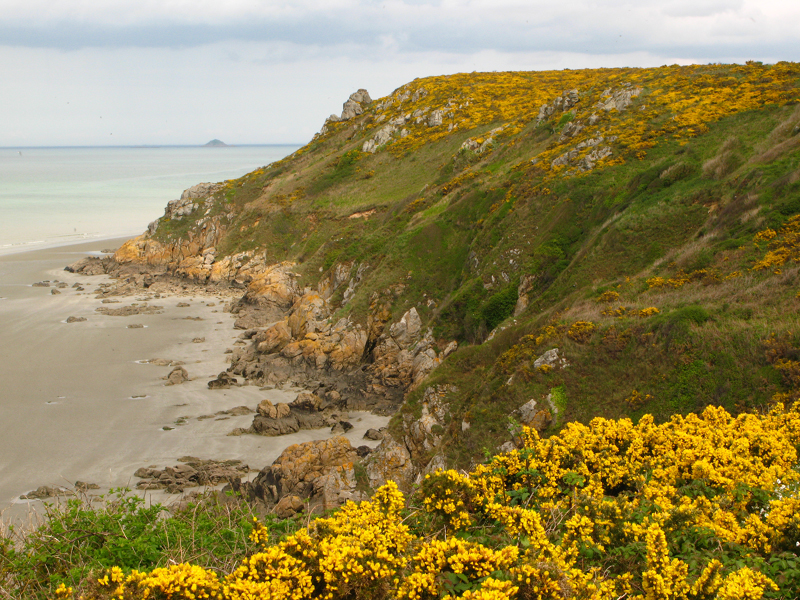
Riserva naturale della Baia di Saint-Brieuc

## Amministrazione

### Cantoni
Fino al 2014 il territorio comunale della città di Saint-Brieuc era ripartito in tre cantoni:
- Cantone di Saint-Brieuc-Nord;
- Cantone di Saint-Brieuc-Ovest;
- Cantone di Saint-Brieuc-Sud.

A seguito della riforma approvata con decreto del 13 febbraio 2014, che ha avuto attuazione dopo le elezioni dipartimentali del 2015, il territorio comunale della città di Saint-Brieuc è stato ripartito in due cantoni:
- Cantone di Saint-Brieuc-1: comprende la parte occidentale della città di Saint-Brieuc;
- Cantone di Saint-Brieuc-2: comprende la parte orientale della città di Saint-Brieuc.

nessun altro comune è incluso nei due cantoni.

### Gemellaggi
- Aberystwyth
- Alsdorf
- Agia Paraskevi
- Limbe

## Società

### Evoluzione demografica
Abitanti censiti